# Blue Note (Paris)
Das Blue Note war ein Jazzclub in Paris in den 1950er und 1960er Jahren.
Ben Benjamin verkaufte 1958 den Mars Club in Paris und eröffnete dann einen neuen Jazzclub, den Blue Note in der Rue d’Artois 27, einer Nebenstraße der Avenue des Champs-Élysées. Er bat den Gitarristen Jimmy Gourley in dem neuen Club mit seiner Band als Hausmusiker zu spielen. Im Herbst 1958 eröffnete das Blue Note mit Zoot Sims als Starattraktion und einer multinationalen Rhythmusgruppe. Ende 1958 war Stan Getz Stargast im Blue Note. Anziehungskraft verlieh dem Club aber in erster Linie der in Paris lebende Schlagzeuger Kenny Clarke; sein Engagement begann am 1. Januar 1959. Lester Young hatte dort wenige Wochen vor seinem Tode von Januar bis März 1959 letzte Auftritte. Die Hausband bildeten eine Weile „The Three Bosses“ mit Bud Powell, Pierre Michelot und eben Kenny Clarke, während Gourley dazwischen mit einer Begleitgruppe für gastierende Stars zuständig war; im Blue Note traten damals Chet Baker, Don Byas, Charlie Byrd, Donald Byrd, Sonny Criss, Booker Ervin, Victor Feldman, Jimmy Giuffre, Dexter Gordon, J. J. Johnson, Elvin Jones, Lee Konitz, Bud Powell, Sonny Rollins, Sahib Shihab, Lucky Thompson, Nathan Davis, Mal Waldron und Ben Webster auf. 1962 spielte Johnny Griffin ein Jahr dort. Der Weggang von Kenny Clarke ging einher mit dem Ende des Blue Note; Ende 1966 wurde es zu einer Diskothek, in der nur noch zweimal im Jahr Live-Musik angeboten wurde. 1968 wurde er geschlossen.
Ein weiterer Jazzclub dieses Namens ist der 1981 gegründete Blue Note in New York.
Der Club wurde für den Film Um Mitternacht von Bertrand Tavernier rekonstruiert.